# Andracantha mergi
Andracantha mergi es una especie de acantocéfalo del género Andracantha, familia Polymorphidae. Fue descrita por Lundström en 1941 como Corynosoma mergi. Se encuentra en el océano Atlántico norte.